# 小越久美

小越 久美（おこし くみ、1978年11月12日 - ）は岐阜県下呂市出身の気象予報士である。血液型はA型。

## プロフィール
- 筑波大学第一学群自然学類地球科学専攻（気象・気候学）卒業。
- 卒業後は日本気象協会東北支局に勤務。気象キャスターとしてテレビなどで活躍。
- 上京後はライフビジネスウェザーに所属している。
- 日テレNEWS24の天気予報に8年半出演していた。

## 過去の出演番組
- デイリープラネット（木曜 - 日曜）（日テレNEWS24、2004年10月 - 2013年3月）[1]
- Oha!4 NEWS LIVE（日本テレビ系列、日テレNEWS24、BS日テレ）（2007年10月15日～10月19日、松岡洋子の代理として。2008年8月18日～10月22日・2009年10月19日～10月23日、掛貝梨紗の代理として）